# تفجير الألماس النانوي

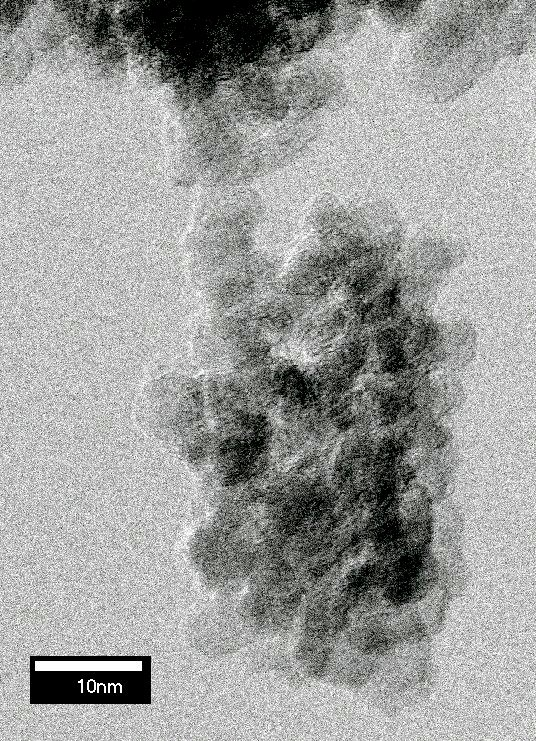
تفجير ألماس نانوى، مجهر إلكتروني نافذ

هيكل تي إن تي (مادة كيميائية) (تي إن تي)

هيكل هكساجين (RDX)

الألماس النانوى المتفجر (DND)، المعروف أيضا باسم الألماس عالى التشتت (UDD), ، هو الألماس التي ينبع من تفجير. عندما يمزج خليطا متفجرا في حيز خالى  من  الاوكسجين  من تى إن تى / RDX حيث يتم تفجيرها في غرفة مغلقة، جزيئات الماس يبلغ قطرها  5 CA نانومتر تتشكل في الجزء الأمامي من موجة التفجير في غضون عدة ميكروثانية.

## التاريخ
التفجير لمادة الألماس النانوي  تم توليفه لأول مرة في عام 1962 من قبل مجموعة من العلماء السوفيت  في VNIITF بقيادة يفغيني زاباباخين، بما في ذلك KV فولكوف، فياتشيسلاف دانيلينكو ، V. I. Elina.

## الخواص
عائد  الألماس بعد التفجير يعتمد بشكل حاسم على حالة التوليف وخصوصا على السعة الحرارية لوسط التبريد  في غرفة التفجير (الماء والهواء، وأول أكسيد الكربون2, إلخ.). وكلما ارتفعت قدرة التبريد،كان العائد أكبر للألماس والتي يمكن أن تصل إلى 90٪. بعد التوليف، يتم استخراج الماس من السخام باستخدام درجات حرارة عالية و الضغط العالي (الأوتوكلاف) حيث يتم غلي الناتج في حمض لفترة طويلة (حوالي 1-2 أيام). الغليان يزيل معظم التلوث بالمعادن، التي تنشأ من  غرفة الموادوالكربون غير الماسي.

## 2012 جائزة نوبل للسلام IG
في عام 2012 منحت الشركة SKN الإيج جائزة نوبل للسلام لتحويل الذخيرة الروسية القديمة إلى  الألماس النانوي.

## الروابط الخارجية
- http://pubs.acs.org/cgi-bin/sample.cgi/jpcbfk/asap/pdf/jp066387v.pdf
- http://www.udayton.edu/News/Article/?contentId=2234 نسخة محفوظة 25 يونيو 2008 على موقع واي باك مشين.
- http://research.ncl.ac.uk/nanoscale/research/nanodiamond.html Nanodiamond research at جامعة نيوكاسل
- http://www.ioffe.rssi.ru/nanodiamond/ Ioffe Physico-Technical Institute of the Russian Academy
- http://www.cnn.com/2007/TECH/science/10/19/nanodiamonds.drugs/index.html
- http://www.carbodeon.com
- http://www.plasmachem.de/overview-powders.html#diamond